# اچ‌ام‌اس آمریکا (۱۷۵۷)
اچ‌ام‌اس آمریکا (۱۷۵۷) (به انگلیسی: HMS America (1757)) یک کشتی بود که طول آن ۱۵۰ فوت (۴۶ متر) بود. این کشتی در سال ۱۷۵۷ ساخته شد.